# Csaba Horváth (piragüista)
Csaba Horváth (Budapest, 7 de abril de 1971) es un deportista húngaro que compitió en piragüismo en la modalidad de aguas tranquilas.
Participó en los Juegos Olímpicos de Atlanta 1996, obteniendo una medalla de oro en la prueba de C2 500 m, y una de bronce en la prueba de C2 1000 m. Ganó dieciocho medallas en el Campeonato Mundial de Piragüismo entre los años 1993 y 1999, y tres medallas en el Campeonato Europeo de Piragüismo de 1997.

## Palmarés internacional
| Juegos Olímpicos   | Juegos Olímpicos          | Juegos Olímpicos  | Juegos Olímpicos |
| Año                | Lugar                     | Medalla           | Evento           |
| ------------------ | ------------------------- | ----------------- | ---------------- |
| 1996               | Atlanta (Estados Unidos)  | Medalla de oro    | C2 500 m         |
| 1996               | Atlanta (Estados Unidos)  | Medalla de bronce | C2 1000 m        |
| Campeonato Mundial |                           |                   |                  |
| Año                | Lugar                     | Medalla           | Evento           |
| 1993               | Copenhague (Dinamarca)    | Medalla de oro    | C2 500 m         |
| 1994               | Ciudad de México (México) | Medalla de plata  | C2 200 m         |
| 1994               | Ciudad de México (México) | Medalla de plata  | C2 500 m         |
| 1994               | Ciudad de México (México) | Medalla de plata  | C4 200 m         |
| 1994               | Ciudad de México (México) | Medalla de oro    | C4 1000 m        |
| 1995               | Duisburgo (Alemania)      | Medalla de oro    | C2 200 m         |
| 1995               | Duisburgo (Alemania)      | Medalla de oro    | C2 500 m         |
| 1995               | Duisburgo (Alemania)      | Medalla de oro    | C2 1000 m        |
| 1995               | Duisburgo (Alemania)      | Medalla de oro    | C4 200 m         |
| 1995               | Duisburgo (Alemania)      | Medalla de oro    | C4 500 m         |
| 1997               | Dartmouth (Canadá)        | Medalla de oro    | C2 500 m         |
| 1997               | Dartmouth (Canadá)        | Medalla de plata  | C2 1000 m        |
| 1997               | Dartmouth (Canadá)        | Medalla de plata  | C4 200 m         |
| 1997               | Dartmouth (Canadá)        | Medalla de oro    | C4 500 m         |
| 1998               | Szeged (Hungría)          | Medalla de oro    | C2 500 m         |
| 1998               | Szeged (Hungría)          | Medalla de oro    | C4 500 m         |
| 1998               | Szeged (Hungría)          | Medalla de oro    | C4 1000 m        |
| 1999               | Milán (Italia)            | Medalla de bronce | C4 1000 m        |
| Campeonato Europeo |                           |                   |                  |
| Año                | Lugar                     | Medalla           | Evento           |
| 1997               | Plovdiv (Bulgaria)        | Medalla de plata  | C2 500 m         |
| 1997               | Plovdiv (Bulgaria)        | Medalla de oro    | C2 1000 m        |
| 1997               | Plovdiv (Bulgaria)        | Medalla de oro    | C4 500 m         |